# Yasuyuki Kuwahara
Yasuyuki Kuwahara (桑原 楽之 Kuwahara Yasuyuki?,  22 de diciembre de 1942 en Hiroshima - 1 de marzo de 2017 en Hiroshima) fue un futbolista japonés que se desempeñaba como delantero.
Kuwahara jugó 12 veces y marcó 5 goles para la selección de fútbol de Japón entre 1966 y 1970. Kuwahara fue elegido para integrar la selección nacional de Japón para los 1968 olimpiada de Verano.

## Trayectoria

### Clubes
| Club            | País  | Año         |
| --------------- | ----- | ----------- |
| Toyo Industries | Japón | 1965 - 1972 |

### Selección nacional
| Selección | País  | Año         |
| --------- | ----- | ----------- |
| Absoluta  | Japón | 1966 - 1970 |

## Estadística de equipo nacional
| Selección de Japón | Selección de Japón | Selección de Japón |
| Año                | Part.              | Goles              |
| ------------------ | ------------------ | ------------------ |
| 1966               | 4                  | 2                  |
| 1967               | 1                  | 1                  |
| 1968               | 2                  | 1                  |
| 1969               | 4                  | 1                  |
| 1970               | 1                  | 0                  |
| Total              | 12                 | 5                  |

## Palmarés

### Títulos nacionales
| Título              | Club                | País  | Año  |
| ------------------- | ------------------- | ----- | ---- |
| Copa del Emperador  | Universidad de Chūō | Japón | 1962 |
| Japan Soccer League | Toyo Industries     | Japón | 1965 |
| Copa del Emperador  | Toyo Industries     | Japón | 1965 |
| Japan Soccer League | Toyo Industries     | Japón | 1966 |
| Japan Soccer League | Toyo Industries     | Japón | 1967 |
| Copa del Emperador  | Toyo Industries     | Japón | 1967 |
| Japan Soccer League | Toyo Industries     | Japón | 1968 |
| Copa del Emperador  | Toyo Industries     | Japón | 1969 |
| Japan Soccer League | Toyo Industries     | Japón | 1970 |